# Moussa N'Diaye
Moussa N'Diaye (Dakar,18 juni 2002) is een Senegalees voetballer die sinds 2022 onder contract ligt bij RSC Anderlecht.

## Clubcarrière
N'Diaye werd in 2020 door FC Barcelona weggeplukt bij Aspire Football Dreams. In het seizoen 2021/22 speelde hij elf competitiewedstrijden voor Barça Atlètic in de Primera División RFEF. In augustus 2022 ondertekende hij een driejarig contract bij RSC Anderlecht.

## Clubstatistieken
| Seizoen | Club           | Land            | Competitie            | Competitie | Competitie | Beker | Beker | Europees | Europees | Totaal | Totaal |
| Seizoen | Club           | Land            | Competitie            | Wed.       | Dlp.       | Wed.  | Dlp.  | Wed.     | Dlp.     | Wed.   | Dlp.   |
| ------- | -------------- | --------------- | --------------------- | ---------- | ---------- | ----- | ----- | -------- | -------- | ------ | ------ |
| 2021/22 | FC Barcelona B | Vlag van Spanje | Primera Federación    | 11         | 0          | 0     | 0     | —        | —        | 11     | 0      |
| 2022/23 | RSCA Futures   | Vlag van België | Challenger Pro League | 4          | 0          | 0     | 0     | —        | —        | 4      | 0      |
| 2022/23 | RSC Anderlecht | Vlag van België | Jupiler Pro League    | 15         | 0          | 2     | 0     | 8        | 0        | 25     | 0      |
| 2023/24 | RSC Anderlecht | Vlag van België | Jupiler Pro League    | 9          | 1          | 0     | 0     | —        | —        | 9      | 1      |
| Totaal  | Totaal         | Totaal          | Totaal                | 39         | 1          | 2     | 0     | 8        | 0        | 49     | 1      |

3 Hey ·
4 Simić ·
5 N'Diaye ·
6 Augustinsson ·
7 Amuzu ·
10 Verschaeren ·
11 Hazard ·
12 Dolberg ·
14 Vertonghen ·
16 Kikkenborg ·
17 Leoni ·
18 Ashimeru ·
19 Angulo ·
20 Vázquez ·
21 Huerta ·
23 Rits ·
25 Foket ·
26 Coosemans ·
27 Edozie ·
29 Stroeykens ·
34 Adryelson ·
43 Dendoncker ·
42 Sardella ·
42 Goto ·
55 Kana ·
63 Vanhoutte ·
Coach: Besnik Hasi
· Assistent-coach: Michaelsen
· Keeperstrainer: Merz
1 Dieng ·
2 F. Mendy ·
3 Koulibaly  ·
4 Cissé ·
5 I. Gueye ·
6 N. Mendy ·
7 Jackson ·
8 Kouyaté ·
9 Dia ·
10 N'Diaye ·
11 Ciss ·
12 Ballo-Touré ·
13 Ndiaye ·
14 Jakobs ·
15 Diatta ·
16 É. Mendy ·
17 P. Sarr ·
18 I. Sarr ·
19 Diédhiou ·
20 Dieng ·
21 Sabaly ·
22 Diallo ·
23 Gomis ·
24 Name ·
25 Loum ·
26 P. Gueye ·
Coach: Cissé